# Auburntown
Auburntown – miasto w Stanach Zjednoczonych, w stanie Tennessee, w hrabstwie Cannon.